# Идеальная игрушка
«Идеальная игрушка» (англ. Life-Size) — американская семейная комедия 2000 года с Линдси Лохан и Тайрой Бэнкс в главных ролях.

## Сюжет
После смерти матери 14-летняя Кейси находится в подавленном настроении. Они с отцом всё больше отдаляются друг от друга. Кейси находит магическую книгу заклинаний и с помощью одного из них пытается вернуть мать к жизни. Но вместо этого получилось так, что она оживила куклу Еву. Ева рада быть живой, но ей ещё многое надо узнать о жизни в реальном мире, а Кейси не совсем уверена, что у неё есть желание и терпение, чтобы научить её.

## В ролях
| Актёр           | Роль           |
| --------------- | -------------- |
| Линдси Лохан    | Кейси Стюарт   |
| Тайра Бэнкс     | Ева            |
| Джер Бёрнс      | Бен Стюарт     |
| Энн Мари Делуиз | Дрю Макдональд |
| Гарвин Сэнфорд  | Ричи           |
| Том Батлер      | Фил            |
| Джиллиан Фарджи | Эллен          |
| Ди Джей Джексон | тренер         |